# José Clemente de Baviera
José Clemente de Baviera (en alemán, Joseph Clemens von Bayern; Múnich, 25 de mayo de 1902-ibidem, 8 de enero de 1990) fue un miembro de la familia real bávara e historiador del arte.

## Biografía
Nació en Múnich, el primero de los dos vástagos del matrimonio formado por los príncipes Alfonso de Baviera y Luisa de Orleans. Por parte de su padre, era bisnieto del rey Luis I de Baviera y por parte de su madre, tataranieto del rey Luis Felipe I de Francia. Fue concebido once años después del matrimonio de sus padres.
Once años después, en 1913, nacería su única hermana, Isabel María.
Estudió historia del arte en la Universidad de Múnich, y más tarde se convirtió en uno de los principales historiadores del arte en Alemania y Europa.
Fue coleccionista de obras de arte, muebles y libros. Nunca se casó ni tuvo descendencia.

## Títulos y órdenes

### Títulos
- Su Alteza Real el príncipe José Clemente de Baviera.

### Órdenes
- Caballero de la Orden de San Huberto ( Reino de Baviera)
- Gran prior de la Orden Real y Militar de San Jorge.[5] ( Reino de Baviera)